# 帕米尔早熟禾
帕米尔早熟禾（学名：Poa pamirica）为禾本科早熟禾属下的一个种。其种加词“pamirica”意为“帕米尔的”。
现接受名为天山早熟禾（Poa tianschanica (Regel) Hack. ex O.Fedtsch., 1903）。